# Jože Žontar
Jože Žontar, slovenski zgodovinar, arhivist, predavatelj * 15. marec 1932, Kranj, † 30. oktober 2020

## Življenje in delo
Jože Žontar, sin zgodovinarja Josipa Žontarja, je 1950 končal gimnazijo v rojstnem kraju. Leta 1955 je diplomiral na ljubljanski filozofski fakulteti in prav tam 1977 doktoriral z disertacijo Struktura uprave in sodstva na Slovenskem od srede 18. stoletja do 1848. V letih 1955-1972 je služboval v Arhivu Slovenije, 1972-1992 je bil ravnatelj Zgodovinskega arhiva Ljubljana, nato je do 1999 vodil Center za strokovni razvoj pri Arhivu republike Slovenije. Od 1978 je predaval arhivistiko na Filozofski fakulteti v Ljubljani. Leta 1984 je prejel Župančičevo nagrado